# بلدات ورقية (فلم)
بلدات ورقية (بالإنجليزية: Paper Towns) هو فيلم غموض وكوميديا-دراما أمريكي من إخراج جاك شراير تم عرضه سنة 2015. الفيلم مقتبس من الرواية التي تحمل نفس العنوان للمؤلف جون غرين التي صدرت سنة 2008. الفيلم من كتابة سكوت نوستادتير ومايكل إيتش. ويبير ومن بطولة نات وولف وكارا ديليفين وكارا بوونو.
بدأ تصويره في 3 نوفمبر، 2014 في مدينة تشارلوت بولاية كارولاينا الشمالية وحولها، وانتهى في 19 ديسمبر، 2014.
صدر الفيلم في 24 يوليو، 2015 في الولايات المتحدة.

## ملخص الفيلم
كوينتن جاكوبسون (نات وولف)، أو الذي يعرفه أصدقاؤه بـ«كيو»، فتى في الثامنة عشرة من عمره يُحب جارته الغامضة مارجو شبيجلمان (كارا ديليفين) العاشقة للألغاز. بعد أن تصطحب مارجو كيو في ليلة تملؤها المغامرات، تختفي مارجو فجأة بعد أن خلفت وراءها مجموعة من الدلائل لكي يحلها كيو بنفسه، وهو ما يقوده هو وأصدقاؤه نحو مغامرة فريدة من نوعها.

## الممثلين
- نات وولف بدور كوينتين «س» جاكوبسن، بطل الرواية في الفيلم.
- كارا ديليفين بدور مارغو روث سبيجلمان، صديقة كوينتين منذ الطفولة وغاية عاطفته.
- هلستون سيج بدور لاسي بيمبرتون، أفضل صديقة لمارغو.

## الاستقبال
تلقى الفيلم مراجعات متباينة. على الطماطم الفاسدة حاصل على تقييم 57%، بناءً على 73 مراجعة. على ميتاكريتيك حاصل على تقييم 57 من 100 بناءً على 28 مراجعة. حسب موقع سينما سكور، أعطى جمهور السينما الفيلم متوسط درجة "+B" على مقياس من A+ إلى F.

## روابط خارجية
- مقالات تستعمل روابط فنية بلا صلة مع ويكي بيانات